# Gaggi

Ubicació de Gaggi dins la província

Gaggi (sicilià Caggi) és un municipi italià, dins de la ciutat metropolitana de Messina. L'any 2007 tenia 2.934 habitants. Limita amb els municipis de Castelmola, Castiglione di Sicilia (CT), Graniti, Mongiuffi Melia i Taormina.

## Administració
| Període | Identitat         | Partit        |
| ------- | ----------------- | ------------- |
| 2007-   | Francesco Tadduni | Llista cívica |